# Nationale Beweging voor Stabiliteit en Vooruitgang
De Nationale Beweging voor Stabiliteit en Vooruitgang (Bulgaars: Национално движение за стабилност и възход bzw. Nacionalno dviženie za stabilnost i văzhod, NDS) tot juni 2007 bekend als: Nationale Beweging Simeon II (Bulgaars: Национално движение Симеон Втори, НДСВ, Nacionalno Dviženie Simeon Vtori, NDSV), is een Bulgaarse politieke partij. De partij werd in 2001 opgericht door de in Spanje in ballingschap levende ex-koning Simeon II. Simeon II keerde voorgoed naar Bulgarije terug en nam de naam Simeon Sakskoboerggotski aan. Bij de parlementsverkiezingen van 17 juni 2001 behaalde de NDSV 42,7%, goed voor 119 van de 240 zetels tellende Narodno Sobranie (Nationale Vergadering). De NDSV werd de grootste partij en vormde een regering met de Beweging voor Rechten en Vrijheden (een liberale partij die de Turkse minderheid vertegenwoordigt). Simeon Sakskoboerggotski werd minister-president.
De parlementsverkiezingen van 25 juni 2005 verliepen minder gunstig voor de NDSV. De partij behaalde 21,83% van de stemmen, goed voor 53 zetels. De NDSV trad toe tot de door Sergej Stanisjev (BSP) geleide coalitie van de Bulgaarse Socialistische Partij en de Beweging voor Rechten en Vrijheden. Peilingen in maart 2006 tonen een verlies aan voor de NDSV. Volgens deze peilingen blijft de NDSV steken op 8% van de stemmen. Tijdens de parlementsverkiezingen van zowel 2009 als die van 2013 wist de partij niet genoeg stemmen te behalen om boven te kiesdrempel van 5% uit te komen. 
De NDSV heeft zich ontwikkeld tot een volwaardige liberale partij en is lid van de Liberale Internationale. De partij is voorstander van Bulgaars lidmaatschap van de NAVO en wil graag dat Bulgarije lid wordt van de Europese Unie. Voorts streeft zij goede betrekkingen na met Rusland. Op economisch vlak is de NDSV voorstander van een vrije markteconomie. 

## Verkiezingsuitslagen
| Jaar | Zetels |
| ---- | ------ |
| 2001 | 119    |
| 2005 | 53     |
| 2009 | 0      |
| 2013 | 0      |